# 1881年全米選手権 (テニス)
1881年に行われた、第1回 全米選手権（だい1かいぜんべいせんしゅけん）に関する記事。アメリカ・ロードアイランド州ニューポート・カジノにて開催。

## 全米選手権の始まり
- 1881年の第1回大会は、男子シングルスと男子ダブルスの2部門のみで始まった。1887年から女子シングルス、1889年から女子ダブルスが加わり、混合ダブルスは1892年から公式競技になった。
- 1881年から1967年まで、全米選手権は各部門が個別の名称を持ち、大会会場も別々のテニスクラブで開かれた。これが他の3つのテニス4大大会と大きく異なる点である。
- 1881年から1886年までは、男子シングルス・男子ダブルスの2部門がアメリカ・ロードアイランド州「ニューポートカジノ」で実施された。第1回の男子シングルス競技には、24名の選手が参加した。
  - 男子シングルス　名称：全米シングルス選手権（U.S. National Singles Championship）
  - 男子ダブルス　名称：全米ダブルス選手権（U.S. National Doubles Championship）
- 競技ルールは、ウィンブルドン選手権に準拠して実施された。ウィンブルドン選手権でも、1883年まではゲームカウント 5-5 になった時に次のゲームで勝敗を決めていたため「6-5」の試合結果が多く見られた。
- 初期の全米選手権のように、外国人出場者が少なかった時期は、地元アメリカ人選手の国籍表示を省略する。

## 大会経過

### 男子シングルス
準々決勝
- リチャード・シアーズ vs. クロフォード・ナイチンゲール　6-3, 6-5
- エドワード・グレイ　試合なし → 準決勝へ
- ウィリアム・グリン vs. ウィリアム・ガメル・ジュニア　6-4, 4-6, 6-4
- ロバート・グールド・ショー vs. ケスラー　6-1, 6-2

準決勝
- リチャード・シアーズ vs. エドワード・グレイ　6-3, 6-0
- ウィリアム・グリン vs. ロバート・グールド・ショー　6-2, 6-2

（準決勝までは最大3セット・マッチ）

## 決勝戦の結果
- 男子シングルス：リチャード・シアーズ vs. ウィリアム・グリン　6-0, 6-3, 6-2　［決勝は最大5セット・マッチ］
- 男子ダブルス：クラレンス・クラーク＆フレッド・テーラー vs. アレクサンダー・ヴァン・レンセリア＆アーサー・ニューボールド　6-5, 6-4, 6-5